# 1974年電子遊戲界

## 事件
- 《乓》及其商业复制品突破10万套。之中约1万由原《乓》生产商雅达利制造[1]。
- H·R·考夫曼离开Ramtek创建Exidy[1]。
- 南梦宫收购雅达利日本部门，正式进入街机游戏市场[1]。
- 雅达利作为“营销策略”收购Kee Games，之后继续以“Kee Games”作为品牌名直到1978年[1]。
- 皇家飞利浦电子N.V.收购米罗华，后者成为“飞利浦消费电子”[2]。
- 3月25日，Service Games美国部门改名世嘉（Sega）[1]。

## 知名发行

### 杂志
- 《Play Meter》创刊，这是首个投币式娱乐（含街机）专门杂志。

### 街机游戏
- 2月 － Taito发行《篮球》[3]，这是使用精灵图形表示篮筐和玩家角色的早期例子[4]，是首个有人类形象的电子游戏[3]。同月Midway授权在北美地区以《TV篮球》名义发行，成为首个在北美授权发行的日本游戏[3]。
- 7月24日 － 雅达利在街机发行首款车辆竞速游戏《Gran Trak 10》[5]。
- 11月 － Taito发行西角友宏的《Speed Race》[6]，第二款汽车竞速游戏。它包括带碰撞检测的卷轴精灵图形[7]，并使用赛车方向盘控制器[8]。Midway以《Wheels》和《Racer》名义在美国发行[7]。
- 11月5日 － 之前被雅达利收购的Kee Games发行街机游戏《坦克》。

### 电脑游戏
- 史蒂夫·科里、霍华德·帕尔默和格雷格·约翰逊在加利福尼亚美国宇航局艾姆斯研究中心的Imlac PDS-1上开发的《迷宫战争》发行[9]。这被视为第一人称射击游戏的鼻祖。
- 吉姆·波威在柏拉图系统开发的《Spasim》发行。游戏两个版本分别于3月和7月发行[10]。这也被视作第一人称射击的必做。
- Gary Whisenhunt和雷·伍德在PLATO系统开发《dnd》。这是最早采用头目的游戏，可说是首款电子角色扮演游戏[11]。开发在1975年继续，游戏从何时可玩不确定。

### 电子游戏机
- 米罗华重新发行奥德赛，并在澳大利亚、比利时、英国、法国、西德、希腊、以色列、意大利、瑞士、苏联和委内瑞拉发行[12]。